# Jon Fernández
Jon Mariano Fernández Domínguez (Echévarri, 26 de agosto de 1995) es un boxeador español. Fue el campeón de España de peso superpluma y ostentó el título WBC Silver del Consejo Mundial de Boxeo (WBC). En septiembre de 2019 sus estadísticas eran de diecinueve victorias (diecisiete por nocaut) y una derrota. En octubre de 2016 se convirtió en el tercer español en proclamarse campeón del mundo júnior, en la categoría de peso superpluma. Fue nombrado deportista revelación del año 2016 por el diario Deia. También fue premiado por el diario El Correo como uno de los mejores deportistas vascos del 2016 y del 2017.
Actualmente dedica gran parte de sus esfuerzos a expandir el boxeo vía redes sociales con sus canales en Twitch y Youtube, también retransmite veladas de boxeo a través de su promotora New Boxing Era. 

## Inicios y Campeonato de España
Su debut profesional fue el 27 de marzo de 2015 ante el púgil ecuatoriano también debutante Sidney Cortes, al que venció tras decisión unánime. Disputó siete combates más en España, hasta que en agosto de 2016 se trasladó a Nueva York para pelear contra Naciff Castillo, hijo del excampeón mundial Freddy Castillo. Jonfer ganó la pelea por nocaut técnico. Su siguiente combate fue contra el armenio Mikael Mkrtchyan, con el título de Campeón del Mundo júnior de la WBC en juego. El 8 de octubre de 2016 el púgil español derribó a su oponente en el cuarto asalto y consiguió el cinturón de campeón.
A principios de 2017 volvió a Estados Unidos para pelear ante Ernesto Garza III, al que derrotó en tres asaltos. El 21 de abril de 2017 se proclamó Campeón de España de peso superpluma al derrotar por nocaut al púgil Ismael García.

## WBC Silver
Realizó su tercer viaje estadounidense en junio de 2017 para pelear ante el mexicano Juan Reyes, al que derrotó en el segundo asalto en un combate disputado en el Casino Verona de Nueva York. El 29 de septiembre peleó en Bilbao contra el boxeador ruso Alexander Podolsky por el título WBC Silver del Consejo Mundial de Boxeo. Consiguió hacerse con el cinturón al vencer a Podolsky por nocaut técnico en el sexto asalto. Gracias a esta victoria, Fernández alcanzó el puesto 16 de la clasificación de la WBC.
Después de esta pelea se programó su vuelta a los Estados Unidos. Después de dos fracasos a la hora de conseguir un rival, el elegido fue Fatiou Fassinou, pero la pelea hubo de suspenderse debido a que Fassinou estaba afectado por una enfermedad contagiosa. Después de este contratiempo renunció a defender su título de campeón de España.

## Regreso a Estados Unidos y primera derrota
No volvió a pelear hasta abril de 2018, cuando derrotó en el polideportivo de Fadura al panameño Juan Huertas por nocaut en el tercer asalto. Gracias a esta victoria se situó en el sexto puesto del rankin de la EBU.
El 21 de septiembre de 2018 volvió a pelear en Estados Unidos, en el Firelake Arena de Oklahoma, ante el boxeador estadounidense O'Shaquie Foster. Fernández perdió el título WBC Silver al caer derrotado por decisión unánime de los jueces, en un combate pactado a diez asaltos.

## Campeón de la Unión Europea y mundial WBC latino
A su regreso a España, tres meses después de su derrota, peleó contra Michel Marcano en Ponferrada. El boxeador venezolano se retiró antes de que comenzara el cuarto asalto. En su siguiente combate conquistó el título EBU de la Unión Europea del peso superpluma al derrotar por nocaut al finlandés Tuomo Eronen tras veinte segundos de combate.
Para su siguiente pelea aumentó de peso para disputar el mundial WBC latino del peso ligero. Conquistó el título al ganar a Miguel Arévalo por nocaut técnico en el tercer asalto el 14 de septiembre de 2019.

## Récord profesional
| Récord profesional | Récord profesional | Récord profesional |
| 29 Peleas          | 26 Victorias       | 3 Derrotas         |
| Nocaut             | 22                 | 1                  |
| Decisión           | 4                  | 2                  |
| ------------------ | ------------------ | ------------------ |

| Resultado | Récord | Rival                  | Método             | Asalto - Tiempo | Fecha      | Localización                                                    | Título                                                             |
| V         | 26-3   | Jezreel Corrales       | Decisión (unánime) | 10              | 09-03-2024 | Frontón Bizkaia, Miribilla, Bilbao (España)                     |                                                                    |
| V         | 25–3   | Andy Colquhoun         | RTD                | 6 (10),3:00     | 28-10-2023 | Gimnasio del Rayo Vallecano, Madrid (España)                    |                                                                    |
| V         | 24–3   | Petr Petrov            | RTD                | 4 (10), 3:00    | 29-04-2023 | Wizink Center, Madrid (España)                                  |                                                                    |
| D         | 23–3   | Samuel Molina          | Decisión (unánime) | 3 (10)          | 03-12-2022 | Polideportivo Javier Imbroda, Málaga (España)                   | Pierde el título de España del peso superligero                    |
| V         | 23–2   | José Osado             | TKO                | 3 (10)          | 01-10-2022 | Plaza de Toros, Aranjuez (España)                               | Gana el título de España vacante del peso superligero              |
| V         | 22–2   | Hermin Isava           | TKO                | 3 (8)           | 02-07-2022 | Polideportivo Municipal Agustín Marañón, Aranjuez (España)      |                                                                    |
| D         | 21–2   | Michel Rivera          | KO                 | 8 (12), 0:44    | 03-07-2021 | Dignity Health Sports Park, Carson, California (Estados Unidos) |                                                                    |
| V         | 21–1   | Arístides Perez        | KO                 | 1 (8), 2:44     | 08-02-2020 | Pabellón La Casilla, Bilbao (España)                            |                                                                    |
| V         | 20–1   | Abderrazak Houya       | Decisión (unánime) | 10              | 28-12-2019 | Pabellón La Casilla, Bilbao (España)                            |                                                                    |
| V         | 19–1   | Miguel Enrique Arevalo | KO                 | 3 (12), 2:55    | 14-09-2019 | Pabellón Universitario, Ponferrada (España)                     | Gana el título WBC Latino del peso ligero                          |
| V         | 18–1   | Tuomo Eronen           | KO                 | 1 (12), 1:28    | 22-06-2019 | Polideportivo Vicente Trueba, Torrelavega (España)              | Gana el título vacante de la Unión Europea del peso superpluma     |
| V         | 17–1   | Michel Marcano         | RTD                | 3 (10), 3:00    | 15-12-2018 | Pabellón Municipal El Toralín, Ponferrada (España)              |                                                                    |
| D         | 16–1   | O'Shaquie Foster       | Decisión (unánime) | 10              | 21-09-2018 | Firelake Arena, Shawnee (Estados Unidos)                        | Pierde el título WBC Silver.                                       |
| V         | 16–0   | Henry Maldonado        | TKO                | 3 (8)           | 29-06-2018 | Pabellón Camilo Cano, Comunidad Valenciana (España)             |                                                                    |
| V         | 15–0   | Juan Huertas           | KO                 | 3 (8)           | 20-04-2018 | Polideportivo de Fadura, Guecho (España)                        |                                                                    |
| V         | 14–0   | Alexander Podolsky     | RTD                | 6 (12), 3:00    | 29-09-2017 | Pabellón La Casilla, Bilbao (España)                            | Gana el título WBC Silver.                                         |
| V         | 13–0   | Juan Reyes             | KO                 | 2 (8), 2:36     | 09-06-2017 | Turning Stone Resort & Casino, Verona (Estados Unidos)          |                                                                    |
| V         | 12–0   | Ismael García          | RTD                | 2 (10), 3:00    | 21-04-2017 | Bilbao Arena, Bilbao (España)                                   | Gana el campeonato de España del peso superpluma.                  |
| V         | 11–0   | Ernesto Garza III      | TKO                | 3 (8), 1:39     | 10-02-2017 | Buffalo Run Casino, Miami (Estados Unidos)                      |                                                                    |
| V         | 10–0   | Mikael Mkrtchyan       | TKO                | 4 (10)          | 08-10-2016 | Pabellón La Casilla, Bilbao (España)                            | Gana el campeonato del mundo júnior de la WBC del peso superpluma. |
| V         | 9–0    | Naciff Castillo        | TKO                | 5 (8), 1:45     | 01-09-2016 | Foxwoods Resort, Mashantucket (Estados Unidos)                  |                                                                    |
| V         | 8–0    | Giorgi Gachechiladze   | TKO                | 2 (6)           | 16-04-2016 | Polideportivo de Mendizorroza, Vitoria (España)                 |                                                                    |
| V         | 7–0    | Daniel Calzado         | TKO                | 3 (6)           | 12-03-2016 | Polideportivo Vicente Trueba, Torrelavega (España)              |                                                                    |
| V         | 6–0    | Reynaldo Mora          | TKO                | 3 (6)           | 19-02-2016 | Frontón de Etxebarri, Echévarri (España)                        |                                                                    |
| V         | 5–0    | Anzor Gamgebeli        | KO                 | 1 (6)           | 11-12-2015 | Polideportivo Jose Caballero, Alcobendas (España)               |                                                                    |
| V         | 4–0    | Rubén García           | KO                 | 1 (6)           | 02-10-2015 | Palacio de Vistalegre, Madrid (España)                          |                                                                    |
| V         | 3–0    | Vasile Gigel           | KO                 | 1 (4)           | 05-06-2015 | Frontón de Etxebarri, Echévarri (España)                        |                                                                    |
| V         | 2–0    | Jesús Sánchez          | Decisión           | 4 (4)           | 15-05-2015 | Jai Alai, Guernica (España)                                     |                                                                    |
| V         | 1–0    | Sidney Cortes          | Decisión (unánime) | 4 (4)           | 27-03-2015 | Pabellón La Casilla, Bilbao (España)                            | Debut profesional en la categoría superpluma.                      |

KO=nocaut; TKO=nocaut técnico; RTD=abandono.